# Sundgauschotter
Im späten Pliozän wurde die damals noch nach Nordosten zur Ur-Donau hin entwässernde Ur-Aare von einem zum Einzugsbereich des Doubs gehörenden Fluss angezapft und nach Westen abgelenkt, sodass sie nun über Doubs, Saône und Rhône das Mittelmeer erreichte. Dieser Aare-Doubs-Fluss querte den Sundgau und hinterließ hier seine aus vorwiegend alpinem Material bestehenden Schottermassen. Die Sundgauschotter stammen also aus dem damaligen Aare-Einzugsbereich im Berner Oberland und im Wallis. Sie sind sehr heterogen. Es handelt sich um weiße, stark zersetzte Granite, Gangquarze, Sandsteinquarzite, verrukanoartige Gesteine, ausgelaugte kieselige Kalke, Radiolarite, Flyschsandsteine. Komponenten aus Schwarzwald und Jura sind nur in sehr geringer Menge vorhanden.
Die Ablagerung dieser Schotter im Sundgau endete, als der Aare-Doubs-Fluss im Gelasium in den Oberrheingraben abgelenkt wurde. Der Nordseerhein, der lange nördlich einer Schwelle auf der Höhe des Kaiserstuhls seinen Ursprung hatte, drang nach Senkungsbewegungen im südlichen Graben – rückschreitend erodierend – bis zum Aare-Doubs-Fluss vor und bewirkte so dessen Ablenkung nach Norden. Fortan bildete der Sundgau die Nordsee/Mittelmeer-Wasserscheide. Schließlich schuf die Tiefenerosion des Alpenvorlandgletschers die Voraussetzung für ein Vordringen des Alpenrheins in der Cromer-Zeit nach Westen bis zum Oberrhein, womit der heutige Rheinstrom entstand und die Aare zum Rheinnebenfluss wurde.
Die Nordgrenze der pliozän/altpleistozänen Sundgauschotter markiert eine Linie Dannemarie-Altkirch-Magstatt-le-Haut, im Süden erreichen sie den Jurafuß. Östlich etwa einer Linie Magstatt-le-Haut bis Hagenthal-le-Haut sind sie der vom sich eintiefenden Rhein bestimmten Erosion zum Opfer gefallen. Im Westen setzen sie sich im Sundgau belfortain fort. Im elsässischen Sundgau nehmen sie eine Fläche von 360 Quadratkilometern ein. Ihre Mächtigkeit beträgt meist um die 20 m, kann aber auch bis zu 30 m erreichen oder auf 5 m ausdünnen. Sie sind weithin unter einer Löss- oder Lösslehmdecke verborgen. Ill, Larg und die größeren Sundgaubäche durchschneiden die Schotter, die somit unter der Löss(-lehm)decke an den Talhängen ausstreichen.
Als Grundwasserleiter haben die Sundgauschotter regional eine gewisse Bedeutung. Wo sie über der Elsässer Molasse an den Talhängen ausstreichen, treten Quellen aus, die vielfach für die Trinkwasserversorgung gefasst wurden.
Älter als diese alpinen Sundgauschotter sind die im Nordwesten des Sundgaus, in einem Dreieck Lauw, Montreux-Vieux, Balschwiller verbreiteten Vogesenschotter. Ihre Ablagerung setzte im späten Miozän ein und hielt bis ins frühe Pliozän an. Die Schotter müssen noch vor der Hauptjurafaltung abgelagert worden sein, da im Delsberger Becken Vogesenschotter nachgewiesen wurden. Das entsprechende Flusssystem war damals noch nach Südosten zum Schweizerischen Molassetrog hin orientiert. Die nach Nordwesten gerichteten breiten Talräume von Ill und Larg gehen möglicherweise auf diese tertiären Vogesenflüsse zurück.